# Извору (Олт)
Извору (рум. Izvoru) насеље је у Румунији у округу Олт у општини Гањаса. Oпштина се налази на надморској висини од 147 m.

## Становништво
Према подацима из 2002. године у насељу је живело 826 становника, од којих су сви румунске националности.